# Thøger Larsen
Thøger Larsen, född 5 april 1875, död 29 maj 1928, var en dansk poet.
Larsen härstammade från en allmogesläkt. Hans stora insats i Danmarks litteratur var en rad gedigna diktsamlingar: Jord (1904), Dagene (1905), Det Fjerne (1907), Bakker og Bølger (1912), Slægternes Træ (1914), I Danmarks Navn (1920), Vejr og Vinger (1923) samt Limfjords-Sange (1925). Larsen var en det kraftfulla språkets konstnär med såväl kosmisk lyrik som enkla hembygdsskildringar på sin lyra. Som poetisk översättare var han mycket produktiv, och utgav bland annat en översättning av äldre Eddan.